# Указівний палець

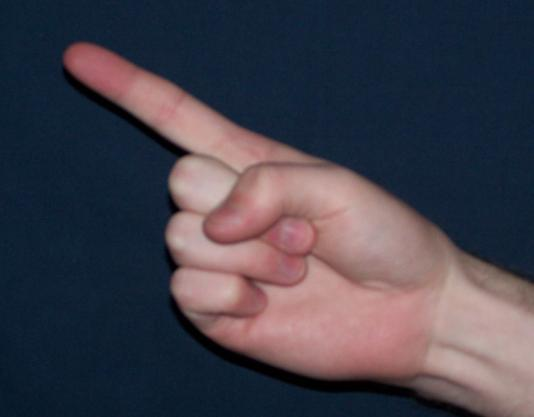
Витягнутий указівний палець

Вказівни́й палець (пузвели́кий, заст. вказі́вець, лат. index) — другий палець кисті людини, розташований між великим та середнім пальцями, це наймоторніший та найчутливіший палець кисті.